# Melitaea pekinensis
Melitaea pekinensis är en fjärilsart som beskrevs av Adalbert Seitz 1906. Melitaea pekinensis ingår i släktet Melitaea och familjen praktfjärilar. Inga underarter finns listade i Catalogue of Life.